# Epirranthis
Epirranthis là một chi bướm đêm thuộc họ Geometridae.

## Các loài
- Epirranthis diversata (Denis & Schiffermüller, 1775)
- Epirranthis substriataria (Hulst, 1896)